# Комендантська
Коменда́нтська — вантажно-пасажирська залізнична станція Луганської дирекції Донецької залізниці.
Розташована в селищі Комендантське Перевальського району Луганської області на лінії Дебальцеве — Красна Могила між станціями Фащівка (5 км) та Петровеньки (14 км).
Через військову агресію Росії на сході України транспортне сполучення припинене, водночас на середину листопада 2018 р. двічі на день курсує пара електропоїздів сполученням Фащівка — Красна Могила, що підтверджує сайт Яндекс.